# Ткачик суданський
Тка́чик суданський (Ploceus badius) — вид горобцеподібних птахів ткачикових (Ploceidae). Мешкає в Судані і Південному Судані.

## Опис
Довжина птаха становить 14 см, самці важать 18-28 г, самиці 16-24 г. У самців під час сезону розмноження голова, горло і верхня частина грудей чорні, потилиця темно-коричнева. нижня частина грудей бура, решта нижньої частини тіла жовтувата, верхня частина тіла охриста. Крила сірі, поцятковані жовтими смугами, хвіст жовтий. Самиці мають переважно жовтувате забарвлення.

## Підвиди
Виділяють два підвиди:
- P. b. badius (Cassin, 1850) — схід Судану;
- P. b. axillaris (Heuglin, 1867) — Південний Судан.

## Поширення і екологія
Суданські ткачики мешкають в Судані на південь від Хартуму та в Південному Судані. Вони живуть в заростях на берегах річок і озер, на луках, зокрема на заплавних, та в саванах. Зустрічаютьчся зграйками. під час негніздового періоду ведуть кочовий спосіб життя. Живляться переважно насінням. Суданські ткачики, імовірно, є моногамними, гніздяться колоніями. В кладці 2-3 яйця.